# Цыбульский, Леонид Ефимович
Леони́д Ефи́мович Цыбу́льский (8 сентября 1949, Омск, РСФСР, СССР — 15 июня 2016, Запорожье, Украина) — советский и украинский тренер по дзюдо, тренер секции дзюдо запорожского областного совета спортивного общества «Локомотив», старший тренер Специализированной детско-юношеской школы олимпийского резерва по дзюдо и вольной борьбе. . Заслуженный тренер Украины, заслуженный работник физической культуры и спорта Украины.

## Биография
Активно заниматься борьбой дзюдо и самбо начал в возрасте пятнадцати лет, проходил подготовку под руководством своего дяди заслуженного тренера УССР Семёна Наумовича Цыбульского.
Неоднократно выигрывал первенства Украинской ССР и чемпионаты центрального совета добровольного спортивного общества «Локомотив», добился звания мастера спорта СССР. Окончил Запорожский государственный педагогический институт. Во время службы в армии состоял в спортроте и продолжал выступать на соревнованиях, в частности стал призёром первенства Вооружённых Сил.
Уже в возрасте 22 лет в 1971 году начал свою тренерскую деятельность. Первое время тренировал начинающих спортсменов в дзюдоистской секции «Локомотива» в городе Запорожье, позже — в 1980 году перешёл в детско-юношескую спортивную школу областного совета всесоюзного физкультурно-спортивного общества «Трудовые резервы» (ныне Специализированная детско-юношеская школа олимпийского резерва по дзюдо и вольной борьбе), где вскоре был назначен на должность старшего тренера.
За долгие годы тренерской работы подготовил множество талантливых спортсменов-разрядников и мастеров спорта. Одни из самых известных его учениц — мастера спорта международного класса сёстры Людмила и Татьяна Лусниковы, участницы Олимпийских игр, призёра Кубка мира, чемпионатов Европы среди юниоров и Всемирных юношеских игр. Также среди его воспитанников чемпионка Европы Елена Невтира, победитель молодёжного чемпионата Европы и Всемирных студенческих игр Размик Тоноян.

## Награды и звания
Был удостоен почётного звания «Заслуженный тренер Украины», звания «Заслуженный работник физической культуры и спорта Украины». Имел звание судьи международной категории по борьбе дзюдо, входил в судейскую комиссию Федерации дзюдо Украины.